# ماه خاتونی (میناب)
ماه خاتونی، روستایی در دهستان سرباران بخش تیاب شهرستان میناب در استان هرمزگان ایران است.

## جمعیت
بر پایه سرشماری عمومی نفوس و مسکن در سال ۱۳۹۵، جمعیت این روستا برابر با ۲۲۰ نفر (۶۳ خانوار) بوده‌است.